# Вижаиха (приток Вишеры)
Вижа́иха — река в Красновишерском районе Пермском края России, левый приток Вишеры. Впадает в Вишеру в 103 километрах от её устья, в городе Красновишерск. Длина реки составляет 64 км, площадь водосборного бассейна 375 км².

## Описание
Исток на холмах хребта Полюдов Кряж в 36 км к юго-востоку от Красновишерска. Генеральное направление течения — северо-запад и запад. Всё течение, за исключением нижнего течения по Красновишерску, проходит по ненаселённой местности, среди холмов, поросших лесом. Впадает в Вишеру в городе Красновишерск. Ширина реки в нижнем течении около 15 метров.

## Притоки
Крупнейшие притоки — Геж (левый); Большая Песчанка, Болтуновка (правые).
Притоки (км от устья:
- река Холуй (пр)
- река Бурманиха (пр)
- река Каменка (лв)
- 27 км: река Геж (лв)
- 28 км: река Болтуновка (пр)
- 37 км: река Большая Песчанка (пр)
- река Сурсай (лв)
- река Ольховка (лв)
- река Дресвянка (пр)
- река Буркочим (пр)

## Данные водного реестра
По данным государственного водного реестра России относится к Камскому бассейновому округу, водохозяйственный участок реки — Кама от водомерного поста у села Бондюг до города Березники, речной подбассейн реки — бассейны притоков Камы до впадения Белой. Речной бассейн реки — Кама.
Код объекта в государственном водном реестре — 10010100212111100004907.